# San Sebastiano, Benetke
Cerkev San Sebastiano (italijansko Chiesa di San Sebastiano) je rimskokatoliška cerkev iz 16. stoletja, ki stoji v okrožju (sestiere) Dorsoduro v italijanskem mestu Benetke. V cerkvi hranijo cikel slik umetnika Paola Veroneseja ter slike Tintoretta in Tiziana. Cerkev je tudi članica zborovskega združenja beneških cerkva. Stoji na Campo di San Sebastiano ob Rio di San Basilio, blizu kanala Giudecca. Je ena od petih votivnih cerkva v Benetkah, ki so bile zgrajene v zahvalo, da je v mestu prenehala epidemija kuge. Po izgradnji je bila cerkev posvečena svetniku, ki je bil povezan z boleznijo; v tem primeru sveti Boštjan.

## Zgodovina
San Sebastiano stoji na mestu nekdanjega hospica, ki ga je leta 1393 ustanovila bratovščina Hieronimitov. V bližini hospica je bil oratorij, zgrajen leta 1396, posvečen sv. Mariji, polni milosti in pravičnosti. Ta je bila kasneje razširjena in leta 1468 preurejena v cerkev, posvečeno svetemu Boštjanu, mučeniku, ki je bil eden glavnih zavetnikov kuge in kužnih bolezni v Evropi. Cerkev zato velja za eno od velikih beneških kužnih cerkva, zgrajena za ublažitev božje kazni, kot so na kugo gledali v srednjem veku.
Od leta 1506 so številne spremembe, vključno s prestrukturiranjem in širitvijo, ki jih je nadzoroval arhitekt Antonio Abbondi (znan kot Scarpagnino), dale cerkvi sedanjo podobo. Širitev je bila končana leta 1548, cerkev pa je bila dokončno posvečena leta 1562. Ima enoladijsko zasnovo na latinskem križu. Ima atrij, nad katerim je dvignjen pevski kor, vrhunec pa je apsidalni prezbiterij pod kupolo. Arhitekturni slog cerkve je renesančni. Projekt obnove je bil izveden leta 1867.

## Zunanjost
San Sebastiano ima navadno fasado, ki na vrhu pedimenta vsebuje lik sv. Boštjana, ranjenega s puščicami. Blizu vrat sta majhni figurici sv. Boštjana in sv. Hieronima, dveh svetnikov, ki sta najtesneje povezana s cerkvijo.

## Notranjost
Po naročilu brata Bernarda Torlionija je slikar Paolo Veronese, rojen v Veroni, tri obdobja med letoma 1555 in 1570 okrasil različne dele notranjosti cerkve. Tu so slike, stropna platna in freske v ladji in oltarnih stenah. Veronese je okrasil tudi dele zakristije in kora ter dokončal orgelsko dekoracijo in velik oltarni del.
V ladji tri slike, ki prikazujejo epizode iz knjige Estere, ki jih je Veronese dokončal leta 1556. Slike za korom prikazujejo življenje svetega Boštjana, ki mu je cerkev posvečena. Vrata za orgle in fronta vsebujejo tri dela: Jezusovo predstavitev v templju, Umivanje žrtvenih živali v templju in Rojstvo. Veronese je v kupoli naslikal Vnebovzetje Device Marije, ki pa je bila v 18. stoletju uničena.
Slika, ki stoji za velikim oltarjem, je bilo zadnje delo, ki ga je Veronese dokončal v cerkvi. Gre za prizor, ki prikazuje Marijo v slavi s svetim Boštjanom in drugimi svetniki in je bil dokončan leta 1570. Slika je zaprta v večbarvni marmorni okvir po umetnikovi lastni zasnovi, ki ga je leta 1559 naročila beneška plemkinja Lise Querini. Zasnova in izvedba Veronesejeve slike bi sovpadala z zadnjimi zasedanji Tridentinskega koncila, ki je leta 1564 objavil vrsto odlokov. Ti dekreti so obsodili protestantski ikonoklazem in obnovili prejšnji poudarek na navdihujoči vrednosti (in sicer skozi prizore mučeništva). podob svetnikov.
Po njegovem desetletju dela v cerkvi je bil Veronese po smrti leta 1588 tam pokopan. Grobnica je levo od svetišča.
Druga pomembna dela, najdena v cerkvi, so Tizianov Sveti Nikolaj (1563) in dela avtorjev: Paris Bordone, Jacopo Sansovino, Palma il Giovane in Alessandro Vittoria. V zakristiji so dela Jacopa Tintoretta in Bonifacia de' Pitatija.
| Veronesejeve slike v San Sebastianu | Veronesejeve slike v San Sebastianu   | Veronesejeve slike v San Sebastianu | Veronesejeve slike v San Sebastianu         | Veronesejeve slike v San Sebastianu     |
| ----------------------------------- | ------------------------------------- | ----------------------------------- | ------------------------------------------- | --------------------------------------- |
|                                     |                                       |                                     |                                             |                                         |
| Marijino vnebovzetje s svetniki     | Triumf Mordekaj                       | Izgon Vašti                         | Sveti Boštjan mučenik                       | Lokostrelci za svetega Sebastijana      |
|                                     |                                       |                                     |                                             |                                         |
| Oznanjenje (1558)                   | Mučeništvo svetega Lovrenca (c. 1565) | Mučeništvo sv. Boštjana (1558)      | Mučeništvo sv. Marka in Marcelina (c. 1565) | Sveti Boštjan graja Dioklecijana (1558) |
|                                     |                                       |                                     |                                             |                                         |
| Ahasuerus krona Estero              | Marijino kronanje                     | Predstavitev v templju (1560)       | Čudež v bazenu Betešede (orgelske table)    | Orle s tablami                          |
|                                     |                                       |                                     |                                             |                                         |
| Sveti Matej                         | Sveti Marko                           | Sveti Luka                          | Sveti Janez                                 | Kasetiran strop z Veronesejavimi platni |